# 天文定位
天文定位(Celestial Positioning)指利用觀測時間從天文曆查詢天體坐標位置，以六分儀觀測星體高度，可得地球上觀測位置線。

## 参阅
- 天球
- 星圖
- 活動星圖
- 觀測天文學
- 天體測量學